# 結城朝道
結城 朝道（ゆうき ともみち）は、江戸時代後期の武士。水戸藩の執政。別名「寅寿」の読み方については「とらかず」や「ともひさ」とする説もある。

## 家系
本姓は藤原氏。家系は鎮守府将軍・藤原秀郷を祖とする小山氏の同族・結城氏の血筋。結城氏は鎌倉・室町時代から続く関東の名門であり、同じく古くから関東に栄えた小山氏、小田氏などと共に水戸藩の御三家と並び称された家柄である。結城氏が水戸藩士として仕官した後は、歴代の重役を務める1,000石の知行をもって遇され、その格式を保ってきた。
家伝によれば、系譜は以下の通りである。しかし、白河結城氏の一族、中畠氏の血筋とも。

### 略系図
≪下総結城氏説≫
結城晴朝 - 七郎晴信（嫡子。羽柴秀康、結城家を継ぐにより逼塞。徳川光圀、500石にて召し出し） - 晴映 - 晴久 - 晴広 - 晴久 - 数馬晴徳 - 寅寿晴明（後に朝道） - 七郎種徳 = 道家（大森家から養子）
≪白川結城氏庶流中畠氏説≫
結城晴綱 - 中畠晴常 - 中畠晴時 - 相良晴倶 - 定共 - 晴定 - 光定 - 晴久 - 晴広 - 晴久 - 数馬晴徳 - 寅寿晴明（後に朝道） - 七郎種徳 = 道家（大森家から養子）

## 生涯
文政元年（1818年）、水戸藩士・結城晴徳の長男として誕生。文政7年（1824年）に家督を継ぎ、天保4年（1833年）からは水戸藩江戸藩邸にて藩主・徳川斉昭の小姓を務めた。斉昭からは若年寄、御勝手改正掛に任じられ、天保13年（1842年）からは執政となる。
当初は人物聡明にして主君・斉昭や天狗党からも好感を受けていた。名門中の名門に生まれた朝道は、育ちが良く決して陰湿な人物ではなかったが、名門に生まれたが故の誇りから生来保守的な性格の持ち主であった。加えて持ち前の聡明さから、上士層により形成された佐幕派の保守層の支持を受けて次第に台頭、藩内に結城派なる一派を形成するほどの勢力を築いていくことになる。
そもそも、水戸藩では上士層を中心に親幕府色を打ち出す諸生党と朝廷を信奉する天狗党に分かれ、代々藩内で闘争を繰り返してきた。8代藩主・徳川斉脩の死後、諸生党では幕府との関係を親密にするため、11代将軍・徳川家斉の庶子を養子に迎えようとするが、中下士層を中心とした一派が斉脩の舎弟・斉昭を推したため、斉昭が藩主に就任したという経緯があった。故に上士層はいわば藩主の抵抗勢力となり、斉昭はその聡明さから中士や下士であっても優秀な人材を積極的に登用した。
結城は有力上士の一人として、天狗党の跋扈する水戸藩政に反発、保守層の勢力挽回のために、革新的な政策をとる斉昭や、その腹心たる藤田東湖、戸田忠太夫らを始めとした尊皇派と次第に対立を深めることとなった。結城は中士、下士層を中心に形成された尊皇派の台頭を防ぎ、藩内の親幕府勢力を回復するため、藩士、そして斉昭と改革派の失脚を実現させると、水戸藩の実権を掌握し、斉昭の跡を継いだ徳川慶篤の下では専横の限りを尽くした。しかし弘化4年（1847年）9月、老中・阿部正弘の命で結城も失脚となり、同年10月24日に隠居処分に処せられた。
かつて朝道によって失脚させられた斉昭や改革派の恨みは凄まじく、彼らがやがて復権を遂げると、嘉永6年（1853年）10月16日に朝道は拘禁されることとなった。やがて朝道は水戸藩の支藩の筆頭・高松藩の藩主で、幕府内においては譜代大名の井伊直弼ら保守派との関係が深い松平頼胤が宗家の家督を欲しているのを知り、慶篤を暗殺して頼胤を藩主に迎えようと画策した。しかし計画は露見し、その3年後に死罪に処せられた。享年39。
子・種徳も拘禁され、絶食のために獄死した。結城家はこれにより藩士としては滅亡の憂き目を見ることとなった。ちなみにその後の結城家は、水戸藩士大森氏から養子を迎え、水戸藩領内の久慈郡においてその家系を伝えた。